# 세계 댄스스포츠 연맹
세계 댄스스포츠 연맹(World DanceSport Federation, WDSF)은 댄스스포츠 종목을 총괄하는 국제 스포츠 행정 기구이다.

## 회원국
| 국가                  | 협회                                              | 코드 | 대륙       | 설립   | 가맹   | 비고     |
| --------------------- | ------------------------------------------------- | ---- | ---------- | ------ | ------ | -------- |
| 과테말라              | 과테말라 국가 댄스스포츠 협회                     | GUA  | 아메리카   |        | 2015년 | 준회원국 |
| 그리스                | 그리스 국가 댄스스포츠 연맹                       | GRE  | 유럽       |        | 2008년 |          |
| 남아프리카 공화국     | 남아프리카 댄스스포츠 연맹                        | RSA  | 아프리카   |        | 2010년 |          |
| 네덜란드              | 네덜란드 댄스스포츠 총협회                        | NED  | 유럽       |        | 1957년 |          |
| 노르웨이              | 노르웨이 댄스 연맹                                | NOR  | 유럽       |        | 2006년 |          |
| 뉴질랜드              | 뉴질랜드 댄스스포츠 협회                          | NZL  | 오세아니아 |        | 2009년 |          |
| 대한민국              | 대한민국댄스스포츠연맹                            | KOR  | 아시아     | 2001년 | 2010년 |          |
| 덴마크                | 덴마크 댄스스포츠 연맹                            | DEN  | 유럽       |        | 2008년 |          |
| 도미니카 공화국       | 도미니카 댄스스포츠 연맹                          | DOM  | 아프리카   |        | 2009년 | 준회원국 |
| 독일                  | 독일 댄스스포츠 연맹                              | GER  | 유럽       |        | 2006년 |          |
| 라트비아              | 라트비아 댄스스포츠 연맹                          | LAT  | 유럽       |        | 2009년 |          |
| 러시아                | 전러시아 댄스스포츠 아크로바틱 로큰롤 연맹        | RUS  | 유럽       |        | 2018년 |          |
| 레바논                | 레바논 댄스스포츠 연맹                            | LBN  | 아시아     |        | 2007년 |          |
| 레소토                | 레소토 댄스스포츠 연맹                            | LES  | 아프리카   |        | 2005년 |          |
| 루마니아              | 루마니아 댄스스포츠 연맹                          | ROU  | 유럽       |        | 2008년 |          |
| 룩셈부르크            | 룩셈부르크 댄스스포츠 연맹                        | LUX  | 유럽       |        | 1960년 |          |
| 리투아니아            | 리투아니아 댄스스포츠 연맹                        | LTU  | 유럽       |        | 2006년 |          |
| 리히텐슈타인          | 리히텐슈타인 댄스스포츠 연맹                      | LES  | 유럽       |        | 2006년 |          |
| 마카오                | 마카오 댄스스포츠 연맹                            | MAC  | 아시아     |        | 2006년 |          |
| 말레이시아            | 말레이시아 댄스스포츠 연맹                        | MAS  | 아시아     |        | 2012년 |          |
| 멕시코                | 멕시코 댄스스포츠 연맹                            | MEX  | 아메리카   |        | 2010년 |          |
| 모로코                | 모로코 왕립 에어로빅 피트니스 힙합 관련 종목 연맹 | MAR  | 아프리카   |        | 2019년 | 준회원국 |
| 몬테네그로            | 몬테네그로 댄스스포츠 연맹                        | MNE  | 유럽       |        | 2010년 |          |
| 몰도바                | 몰도바 댄스스포츠 연맹                            | MDA  | 유럽       |        | 2004년 |          |
| 몰타                  | 몰타 댄스스포츠 협회                              | MLT  | 유럽       |        | 2009년 |          |
| 몽골                  | 몽골 댄스스포츠 연맹                              | MGL  | 아시아     |        | 2019년 | 준회원국 |
| 미국                  | 미국 댄스 연맹                                    | USA  | 아메리카   |        | 2010년 |          |
| 베트남                | 베트남 댄스스포츠 협회                            | VIE  | 아시아     |        | 2007년 |          |
| 벨기에                | 벨기에 댄스스포츠 연맹                            | BEL  | 유럽       |        | 2009년 |          |
| 벨라루스              | 벨라루스 댄스스포츠 연맹                          | BLR  | 유럽       |        |        |          |
| 보스니아 헤르체고비나 | 보스니아 헤르체고비나 댄스스포츠 선수단 협회      | BIH  | 유럽       |        |        | 준회원국 |
| 보츠와나              | 보츠와나 댄스스포츠 협회                          | BOT  | 아프리카   |        | 2017년 |          |
| 북마케도니아          | 마케도니아 댄스스포츠 연맹                        | MKD  | 유럽       |        | 1995년 |          |
| 불가리아              | 불가리아 댄스스포츠 연맹                          | BUL  | 유럽       |        | 2010년 |          |
| 브라질                | 브라질 국가 댄스스포츠 평의회                     | BRA  | 아메리카   |        | 2014년 | 준회원국 |
| 산마리노              | 산마리노 댄스스포츠 연맹                          | SMR  | 유럽       |        | 2011년 |          |
| 세르비아              | 세르비아 댄스스포츠 연맹                          | SRB  | 유럽       |        | 2006년 |          |
| 스웨덴                | 스웨덴 댄스스포츠 연맹                            | SWE  | 유럽       |        | 2010년 |          |
| 스위스                | 스위스 댄스스포츠 연맹                            | SUI  | 유럽       |        | 2009년 |          |
| 스코틀랜드            | 스코틀랜드 댄스스포츠 연맹                        | SCO  | 유럽       |        | 2006년 |          |
| 스페인                | 스페인 댄스스포츠 연맹                            | ESP  | 유럽       |        | 2006년 |          |
| 슬로바키아            | 슬로바키아 댄스스포츠 연맹                        | SVK  | 유럽       |        | 2007년 |          |
| 슬로베니아            | 슬로베니아 댄스스포츠 연맹                        | SLO  | 유럽       |        | 2006년 |          |
| 싱가포르              | 싱가포르 댄스스포츠 연맹                          | SGP  | 아시아     |        | 2006년 |          |
| 아르메니아            | 아르메니아 댄스스포츠 연맹                        | ARM  | 유럽       |        | 2006년 |          |
| 아르헨티나            | 아르헨티나 댄스스포츠 협회                        | ARG  | 아메리카   |        | 2010년 |          |
| 아이슬란드            | 아이슬란드 댄스스포츠 연맹                        | ISL  | 유럽       |        | 2010년 |          |
| 아일랜드              | 아일랜드 댄스스포츠 연맹                          | IRL  | 유럽       |        | 2014년 |          |
| 아제르바이잔          | 아제르바이잔 댄스스포츠 연맹                      | AZE  | 아시아     |        | 2008년 |          |
| 안도라                | 안도라 댄스스포츠 연맹                            | AND  | 유럽       |        | 2009년 |          |
| 알바니아              | 알바니아 댄스스포츠 연맹                          | ALB  | 유럽       |        | 2013년 |          |
| 에스토니아            | 세계 댄스스포츠 연맹 에스토니아 임시 지부         | EST  | 유럽       |        | 2021년 | 준회원국 |
| 에콰도르              | 에콰도르 댄스스포츠 연맹                          | ECU  | 아메리카   |        | 2010년 |          |
| 오스트레일리아        | 오스트레일리아 댄스스포츠 연맹                    | AUS  | 오세아니아 |        | 2010년 |          |
| 우간다                | 우간다 댄스스포츠 연맹                            | UGA  | 아프리카   |        |        | 준회원국 |
| 우루과이              | 우루과이 댄스스포츠 협회                          | URU  | 아메리카   |        | 2014년 | 준회원국 |
| 우즈베키스탄          | 우즈베키스탄 댄스스포츠 연맹                      | UZB  | 아시아     |        | 2009년 |          |
| 우크라이나            | 전우크라이나 댄스스포츠 연맹                      | UKR  | 유럽       |        | 2010년 |          |
| 웨일즈                | 웨일즈 댄스스포츠 연맹                            | WAL  | 유럽       |        | 2008년 |          |
| 이스라엘              | 이스라엘 댄스스포츠 연맹                          | ISR  | 유럽       |        | 2007년 |          |
| 이탈리아              | 이탈리아 댄스스포츠 연맹                          | ITA  | 유럽       |        | 2006년 |          |
| 오스트리아            | 오스트리아 댄스스포츠 연맹                        | AUT  | 유럽       |        | 2006년 |          |
| 인도                  | 인도 아마추어 댄스스포츠 연맹                     | IND  | 아시아     |        | 2007년 |          |
| 인도네시아            | 인도네시아 댄스스포츠 협회                        | INA  | 아시아     |        | 2010년 |          |
| 일본                  | 일본 댄스스포츠 연맹                              | JPN  | 아시아     |        | 2010년 |          |
| 잉글랜드              | 잉글랜드 댄스스포츠 연맹                          | ENG  | 유럽       |        | 2007년 |          |
| 조지아                | 조지아 국가 댄스스포츠 연맹                       | GEO  | 유럽       |        | 2006년 |          |
| 중화 타이베이         | 중화민국 댄스스포츠 연맹                          | TPE  | 아시아     |        | 2006년 |          |
| 중화인민공화국        | 중국 댄스스포츠 연맹                              | CHN  | 아시아     |        | 2008년 |          |
| 짐바브웨              | 짐바브웨 아마추어 댄스스포츠 협회                 | ZIM  | 아프리카   |        | 2006년 | 준회원국 |
| 체코                  | 체코 댄스스포츠 연맹                              | CZE  | 유럽       |        | 2007년 |          |
| 칠레                  | 칠레 국가 댄스스포츠 연맹                         | CHI  | 아메리카   |        |        |          |
| 카메룬                | 카메룬 댄스스포츠 연맹                            | CMR  | 아프리카   |        | 2007년 | 준회원국 |
| 카자흐스탄            | 카자흐스탄 댄스스포츠 연맹                        | KAZ  | 아시아     |        | 2010년 |          |
| 캄보디아              | 캄보디아 댄스스포츠 연맹                          | CAM  | 아시아     |        | 2017년 | 준회원국 |
| 캐나다                | 캐나다 댄스스포츠 연맹                            | CAN  | 아메리카   |        | 1979년 |          |
| 콜롬비아              | 콜롬비아 댄스스포츠 연맹                          | COL  | 아메리카   |        | 2011년 | 준회원국 |
| 크로아티아            | 크로아티아 댄스스포츠 연맹                        | CRO  | 유럽       |        | 2009년 |          |
| 키르기스스탄          | 키르기스스탄 공화국 댄스스포츠 연맹               | KGZ  | 아시아     |        | 2000년 |          |
| 키프로스              | 키프로스 댄스스포츠 연맹                          | CYP  | 유럽       |        | 2012년 |          |
| 태국                  | 태국 댄스스포츠 협회                              | THA  | 아시아     |        | 2008년 |          |
| 투르크메니스탄        | 투르크메니스탄 댄스스포츠 연맹                    | TKM  | 아시아     |        | 2015년 | 준회원국 |
| 튀니지                | 튀니지 댄스스포츠 연맹                            | TUN  | 아프리카   |        |        | 준회원국 |
| 튀르키예              | 튀르키예 댄스스포츠 연맹                          | TUR  | 유럽       |        | 2010년 |          |
| 트리니다드 토바고     | 트리니다드 토바고 볼룸댄스 협회                   | GER  | 유럽       |        | 2011년 |          |
| 파나마                | 파나마 댄스스포츠 협회                            | PAN  | 아메리카   |        | 2021년 | 준회원국 |
| 페루                  | 페루 댄스스포츠 연맹                              | PER  | 아메리카   |        | 2014년 | 준회원국 |
| 포르투갈              | 포르투갈 댄스스포츠 연맹                          | POR  | 유럽       |        | 1992년 |          |
| 폴란드                | 폴란드 댄스스포츠 연맹                            | POL  | 유럽       |        | 2009년 |          |
| 프랑스                | 프랑스 댄스 연맹                                  | FRA  | 유럽       |        | 2010년 |          |
| 핀란드                | 핀란드 댄스스포츠 연맹                            | FIN  | 유럽       |        | 2010년 |          |
| 필리핀                | 필리핀 댄스스포츠 연맹                            | PHI  | 아시아     |        | 2007년 |          |
| 헝가리                | 헝가리 댄스스포츠 협회                            | HUN  | 유럽       |        | 2006년 |          |
| 홍콩                  | 홍콩 댄스스포츠 협회                              | HKG  | 아시아     |        | 2009년 |          |

## 참고 문헌
- “WDSF Members”. 세계 댄스스포츠 연맹.
- “세계 댄스스포츠 연맹”. 국제 협회 연합.
- “세계 댄스스포츠 연맹”. 국제 경기 연맹 총연합회.

## 같이 보기
- 댄스스포츠